# No Guidance
«No Guidance» (с англ. — «Без ориентиров») — совместный сингл американских певцов Криса Брауна и Дрейка из девятого студийного альбома Брауна Indigo, изданный 8 июня 2019 года. Песню продюсировали американские продюсеры Vinylz, J-Louis, Teddy Walton, и канадский продюсер 40. Трек содержит сэмплы из «Before I Die», ранее написанные и исполненные Che Ecru.

## История
Сниппет песни попал в сеть 5 мая 2019 с вечеринки, посвящённой 30-летию Брауна. 5 июня 2019 года Браун выложил тизер песни с социальные медиа и спустя два дня анонсировал выход её в «эту ночь». Ещё до релиза предсказывали, что она станет одной из главных песен лета 2019 года (2019’s «Song of the Summer»).

## Коммерческий успех
Песня дебютировала на 9-м месте на американском Billboard Hot 100, став для Брауна его 15-м хитов в лучшей десятке, и 34-м хитом в Top-10 для Дрейка. Это значит что Дрейк сравнялся с группой The Beatles по этому показателю, деля с ней второе место и уступая лишь Мадонне (у неё 38 хитов в лучшей американской десятке).
В Великобритании «No Guidance» дебютировала на восьмом месте в чарте UK Singles Chart 14 июня 2019 года. Она стала 16-й и 17-й песней попавшей в лучшую британскую десятку для Брауна и Дрейка, соответственно.

## Музыкальное видео
7 июня 2019 года Крис Браун загрузил аудио музыкальное видео «No Guidance» в свой аккаунт YouTube.

## Награды и номинации
Сингл получил несколько наград и номинаций, включая Best Collaboration Performance, Best Dance Performance и Song of the Year в 2019 году и номинацию на «Best R&B Song» на Грэмми-2020
| Церемония                    | Категория                            | Результата | Ссылка |
| ---------------------------- | ------------------------------------ | ---------- | ------ |
| 2019 Soul Train Music Awards | Song of the Year                     | Победа     |        |
| 2019 Soul Train Music Awards | Best Collaboration                   | Победа     |        |
| 2019 Soul Train Music Awards | Best Dance Performance               | Победа     |        |
| 2019 Soul Train Music Awards | Ashford & Simpson Songwriter's Award | Номинация  |        |
| 2019 Soul Train Music Awards | Best Video of the Year               | Номинация  |        |
| 62nd Annual Grammy Awards    | Best R&B Song                        | Номинация  | [ 14 ] |

## Чарты
| Чарт (2019)                                  | Высшая позиция |
| -------------------------------------------- | -------------- |
| Австралия (ARIA)                             | 7              |
| Бельгия/Фландрия (Ultratip Bubbling Under)   | 6              |
| Канада (Billboard Canadian Hot 100)          | 7              |
| Чехия (Singles Digitál Top 100)              | 10             |
| Дания (Tracklisten)                          | 35             |
| Франция (SNEP)                               | 118            |
| Германия (GfK)                               | 63             |
| Греция, International Digital Singles (IFPI) | 12             |
| Ирландия (IRMA)                              | 19             |
| Литва (AGATA)                                | 22             |
| Нидерланды (Single Top 100)                  | 36             |
| Новая Зеландия (Recorded Music NZ)           | 5              |
| Норвегия (VG-lista)                          | 40             |
| Португалия (AFP)                             | 28             |
| Шотландия (OCC Scotland)                     | 34             |
| Словакия (Singles Digitál Top 100)           | 52             |
| Швеция (Sverigetopplistan)                   | 73             |
| Швейцария (Schweizer Hitparade)              | 29             |
| Великобритания (OCC UK Singles)              | 6              |
| Великобритания (OCC UK Hip Hop/R&B)          | 3              |
| США (Billboard Hot 100)                      | 5              |
| США (Billboard Hot R&B/Hip-Hop Songs)        | 2              |
| США (Billboard Pop Airplay)                  | 24             |
| США (Billboard Rhythmic)                     | 1              |
| США (Billboard R&B/Hip-Hop Airplay)          | 1              |
| США (Billboard Dance/Mix Show Airplay)       | 36             |
| US Rolling Stone 100                         | 4              |

## Сертификации
| Регион                                                                      | Сертификация  | Продажи   |
| --------------------------------------------------------------------------- | ------------- | --------- |
| Австралия (ARIA)                                                            | 4× Платиновый | 280 000   |
| Канада (Music Canada)                                                       | 3× Платиновый | 240 000   |
| Дания (IFPI Danmark)                                                        | Золотой       | 45 000    |
| Франция (SNEP)                                                              | Золотой       | 100 000   |
| Германия (BVMI)                                                             | Золотой       | 200 000   |
| Италия (FIMI)                                                               | Золотой       | 35 000    |
| Мексика (AMPROFON)                                                          | Золотой       | 30 000    |
| Новая Зеландия (RMNZ)                                                       | Платиновый    | 30 000    |
| Польша (ZPAV)                                                               | Золотой       | 25 000    |
| Португалия (AFP)                                                            | Платиновый    | 10 000    |
| Швейцария (IFPI Switzerland)                                                | Золотой       | 10 000    |
| Великобритания (BPI)                                                        | 2× Платиновый | 1 200 000 |
| США (RIAA)                                                                  | 8× Платиновый | 8 000 000 |
| Данные о продажах + прослушиваниях приведены только на основе сертификации. |               |           |